# Łopian mniejszy
Łopian mniejszy (Arctium minus (Hill) Bernh.) – gatunek rośliny z rodziny astrowatych. Jako gatunek rodzimy występuje w Europie, zachodniej Azji i Kaukazie a jako gatunek zawleczony również na Azorach, w Australii, Nowej Zelandii, Ameryce Północnej i Południowej. W Polsce rośnie na obszarze całego kraju.

## Morfologia

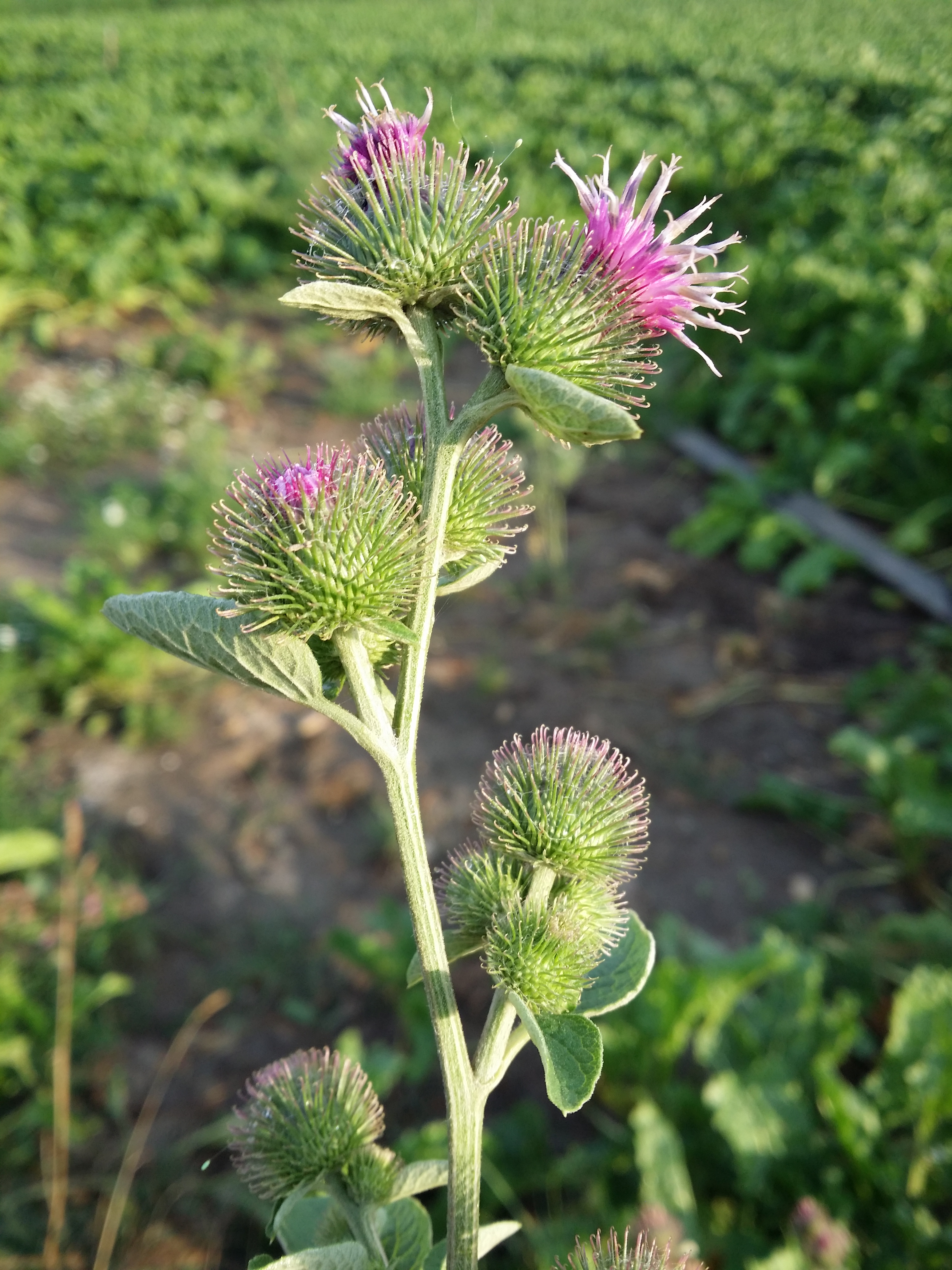
Koszyczki rozmieszczone wzdłuż gałązek

ŁodygaWzniesiona, rozgałęziona, o niezwisających gałązkach, do 1,5 m wysokości.
KwiatyZebrane w koszyczki szerokości 1,5-2,5 cm, ustawione groniasto nad sobą. Okrywa krótsza od kwiatów. Szczeciniaste plewinki niewiele krótsze od wewnętrznych łusek okrywy.
OwoceNiełupki długości 5-6 mm.

## Biologia i ekologia
Roślina dwuletnia, hemikryptofit. Rośnie na przydrożach. Kwitnie w lipcu i sierpniu. Owoce rozsiewane są głównie przez zwierzęta (zoochoria), do sierści których koszyczki kwiatowe przyczepiają się haczykowatymi łuskami okrywy koszyczka. Liczba chromosomów 2n = 32. Gatunek charakterystyczny rzędu Artemisietalia i zespołu Arctio-Artemisietum vulgaris.

## Zmienność
Tworzy mieszańce z gatunkami: łopian większy (Arctium lappa) i łopian gajowy (Arctium nemorosum).